# 小野春枝
小野 春枝（おの の はるえだ）は、平安時代初期から前期にかけての貴族。従五位上・小野石雄の子。官位は従五位上・陸奥権守。

## 経歴
文徳朝の斉衡2年（855年）従五位下に叙爵し、翌斉衡3年（856年）鎮守将軍に任ぜられる。清和天皇の即位後まもない天安3年（859年）に鎮守将軍職は坂上当道に交替するが、早くも翌貞観2年（860年）に春枝は鎮守将軍に再任される。貞観6年（864年）まで鎮守将軍を務める一方、上野権介・相模権介など国司も兼帯した。
その後散位を経て、貞観9年（867年）従五位上に叙せられる。貞観11年（869年）陸奥国で貞観地震が発生すると、翌貞観12年（870年）陸奥介次いで陸奥権守に任ぜられ、震災からの復興にあたった。同年3月には、かつて弘仁4年（813年）に起きた蝦夷の吉弥侯部止波須可牟多知の乱において、父・石雄が着用した羊革の鎧と牛革の鎧が陸奥国に保管されていたことから、対馬守を務めていた弟・春風がこれを着用して九州の警備に当たり、無事に帰京して改めてこの鎧を返納したい旨上奏する。この願いは許されて、羊革の鎧が春風に与えられ、牛革の鎧は春枝に与えられた。

## 官歴
『六国史』による。
- 時期不詳：正六位上
- 斉衡2年（855年） 正月7日：従五位下
- 斉衡3年（856年） 2月8日：鎮守将軍
- 貞観2年（860年） 2月14日：鎮守将軍
- 貞観5年（863年） 2月16日：兼上野権介
- 貞観6年（864年） 正月16日：兼相模権介
- 時期不詳：散位
- 貞観9年（867年） 正月7日：従五位上
- 貞観12年（870年） 正月25日：陸奥介。3月27日：陸奥権守

## 系譜
- 父：小野石雄[1]
- 母：不詳
- 妻：不詳
  - 男子：小野連岑[2]